# Windmill Hillcultuur
Windmill Hillcultuur was de naam gegeven aan een archeologische cultuur van het neolithicum in het zuiden van Groot-Brittannië, in het bijzonder in het Salisbury Plain-gebied dicht bij Stonehenge, c. 3000 voor Christus. De naam komt van de site Windmill Hill, een onderbroken kringgreppel in de buurt van Avebury. Aangenomen wordt dat zij samen met andere neolithische volkeren uit East Anglia, wier cultuur de oprichting van steencirkels omvatte, verantwoordelijk waren voor het vroegste werk op de site van Stonehenge.
De materiële erfenis omvat grote ronde omheiningen op heuveltoppen, kringgreppels, langgraven, bladvormige pijlpunten en gepolijste stenen bijlen. Ze fokten runderen, schapen, varkens en honden, verbouwden tarwe en ontgonnen vuursteen.
Sinds de term voor het eerst werd bedacht hebben verdere opgravingen en analyses aangetoond dat het uit verschillende afzonderlijke culturen bestond, zoals de Hembury- en Abingdon-culturen, en dat "Windmill Hillcultuur" een te algemene term was.